# Jacek Soplica

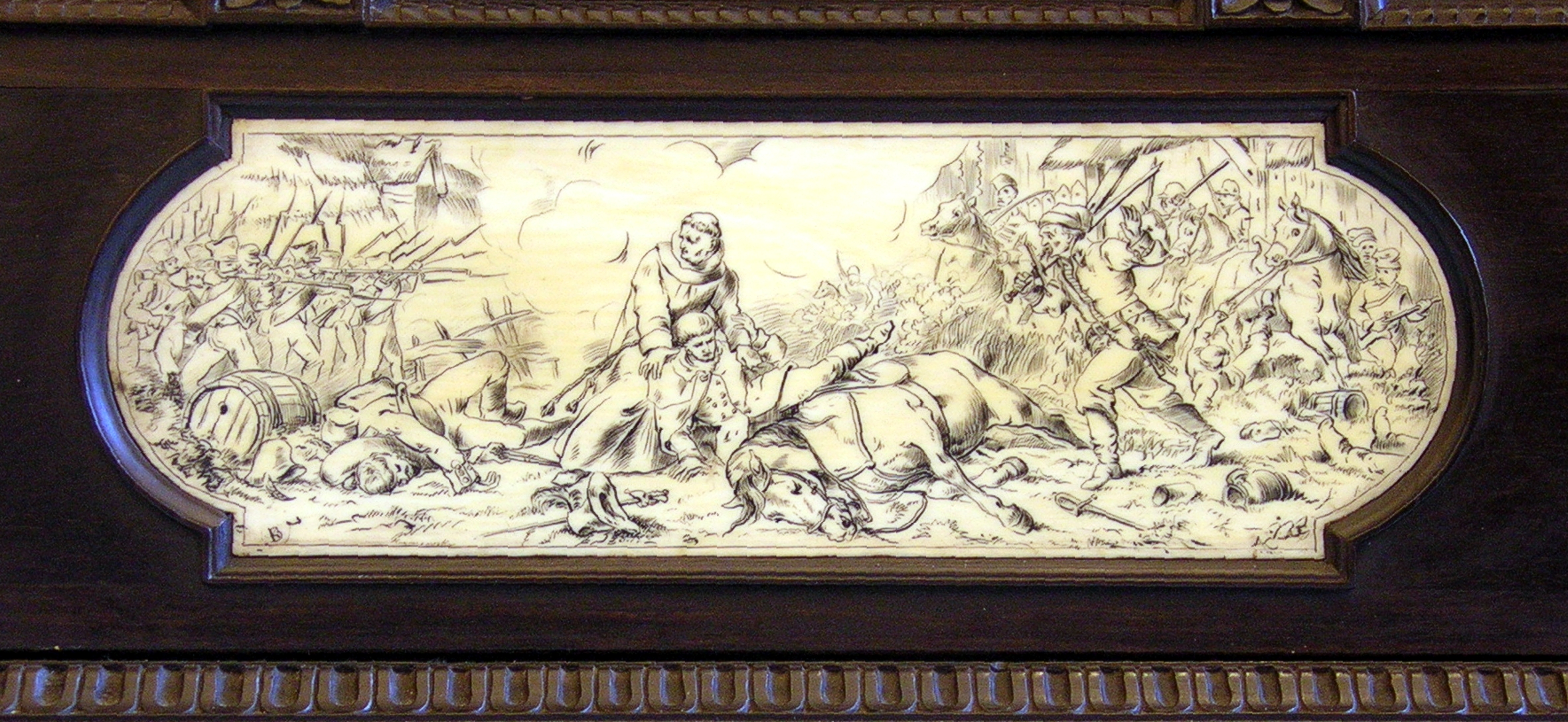
Jacek Soplica osłania hrabiego. Scena wykonana w kości słoniowej na boku hebanowej szkatuły przeznaczonej do przechowywania rękopisu „Pana Tadeusza”. Dzieło rzeźbiarza Józefa Brzostowskiego z 1873 r. na bazie rysunku Juliusza Kossaka. Zbiory Zakładu Narodowego im. Ossolińskich we Wrocławiu.

Jacek Soplica (Wojewoda, Wąsal, ksiądz Robak, Bernardyn) – postać literacka, jeden z bohaterów poematu epickiego Pan Tadeusz (1834) Adama Mickiewicza; szlachcic litewski, głowa rodu Sopliców, zabójca Stolnika Horeszki, ojciec Tadeusza, brat Sędziego, kapłan z zakonu bernardynów. Umiera po swojej spowiedzi Gerwazemu przez gangrenę spowodowaną otworzeniem starych ran.

## Życiorys
Jacek Soplica pochodził ze szlachty średnio zamożnej. W młodości słynął z zawadiactwa, awanturnictwa i hulanki. Był nieformalnym przywódcą rodu Sopliców, prawdopodobnie dzięki fantazji, bitności i inteligencji. 
Kiedy poprosił Stolnika Horeszkę o rękę jego córki Ewy, spotkał się z odmową.
Zrezygnowany poślubił przypadkową ubogą szlachciankę, która dała mu syna Tadeusza. Niekochana przez męża, zmarła wkrótce po porodzie. Tymczasem Jacek popadł w pijaństwo. Pewnego dnia, gnany gniewem, przybył pod zamek Horeszków, który był wówczas atakowany przez Moskali. Widząc radość Horeszki po odpartym ataku, Soplica sięgnął po karabin zabitego Rosjanina i zastrzelił Stolnika. Został uznany za zdrajcę i stronnika Moskali, którzy chcieli go za ów czyn uhonorować, on się jednak nie zgodził.
By odpokutować za swe czyny, oddał syna na wychowanie, wyjechał z kraju i wstąpił do Legionów Polskich generała Dąbrowskiego. Wraz z nimi walczył w kampanii włoskiej, z poświęceniem oddając się sprawie. Niezdolny do walki wskutek odniesionych ran, wstąpił do zakonu bernardynów pod imieniem Robak i został tajnym emisariuszem Napoleona. Z zadaniem wszczęcia powstania na Litwie przedostał się przez granicę i rozpoczął agitację wśród szlachty i chłopów. 
Uratował dwa razy Hrabiego, ostatniego z Horeszków (pierwszy raz zabijając niedźwiedzia, drugi osłaniając go własnym ciałem przed kulą).
Postać Jacka Soplicy powszechnie uważana jest za wyraz zmiany sposobu myślenia u polskich poetów doby romantyzmu. Soplica jest pierwszym w historii polskiej literatury bohaterem narodowym, który odwołuje się nie tylko do szlachty, ale także do chłopstwa. Wedle badaczy twórczości Mickiewicza postać Jacka Soplicy stała się odzwierciedleniem poglądów autora o upadku powstania listopadowego, które według Mickiewicza zakończyło się klęską, gdyż objęło jedynie możnych, a nie cały naród.

## W filmie
W filmie Pan Tadeusz (1999) w reżyserii Andrzeja Wajdy rolę Jacka Soplicy zagrał Bogusław Linda.